# Olof Widholm
Olof Eric Bernhard Widholm, född 30 juni 1923 i Helsingfors, död 25 september 2001 i Esbo, var en finländsk läkare. 

## Biografi
Widholm, som var specialist i obstetrik och gynekologi samt i bakteriologi, blev medicine och kirurgie doktor 1953, docent i obstetrik och gynekologi vid Helsingfors universitet 1958, var biträdande professor 1969–1974 och ordinarie professor 1975–1987. Han var biträdande överläkare vid kvinnokliniken vid Helsingfors universitetscentralsjukhus (HUCS) 1963–1975 och överläkare 1975–1987. Hans omfattande vetenskapliga produktion gällde främst infektionernas betydelse inom obstetrik och gynekologi, endokrinologiska undersökningar i puberteten, fosterljudsundersökningar och ultraljudsundersökningar samt cancer. Han var känd som en pionjär för ungdomsgynekologin i Finland och grundade 1968 tonårspolikliniken vid Samfundet Folkhälsan.